# Yoloxóchitl 2da. Sección
Yoloxóchitl 2da. Sección är en ort i Mexiko.   Den ligger i kommunen Cunduacán och delstaten Tabasco, i den sydöstra delen av landet, 600 km öster om huvudstaden Mexico City. Yoloxóchitl 2da. Sección ligger 19 meter över havet och antalet invånare är 553.
Terrängen runt Yoloxóchitl 2da. Sección är mycket platt. Runt Yoloxóchitl 2da. Sección är det ganska tätbefolkat, med 155 invånare per kvadratkilometer. Närmaste större samhälle är Cárdenas, 14,9 km sydväst om Yoloxóchitl 2da. Sección. Trakten runt Yoloxóchitl 2da. Sección består till största delen av jordbruksmark.